# Anaciaeschna isoceles
Anaciaeschna isoceles är en trollsländeart. Anaciaeschna isoceles ingår i släktet Anaciaeschna och familjen mosaiktrollsländor.

## Underarter
Arten delas in i följande underarter:
- A. i. antehumeralis
- A. i. isoceles